# Melton (Vitória)
Melton é uma área urbana na região metropolitana de Melbourne, na Austrália, localizada a 35 km a oeste do distrito comercial central da capital. É o centro administrativo da área do governo local da cidade de Melton e seu centro mais populoso. Em junho de 2018, Melton tinha uma população urbana estimada em 68.765, e cresceu constantemente com uma taxa média anual de 4,88% ano-a-ano nos cinco anos a 2018. Ela é considerada parte da área metropolitana da Grande Melbourne e está incluída na divisão estatística da população da capital.